# Jan Poznański (cichociemny)

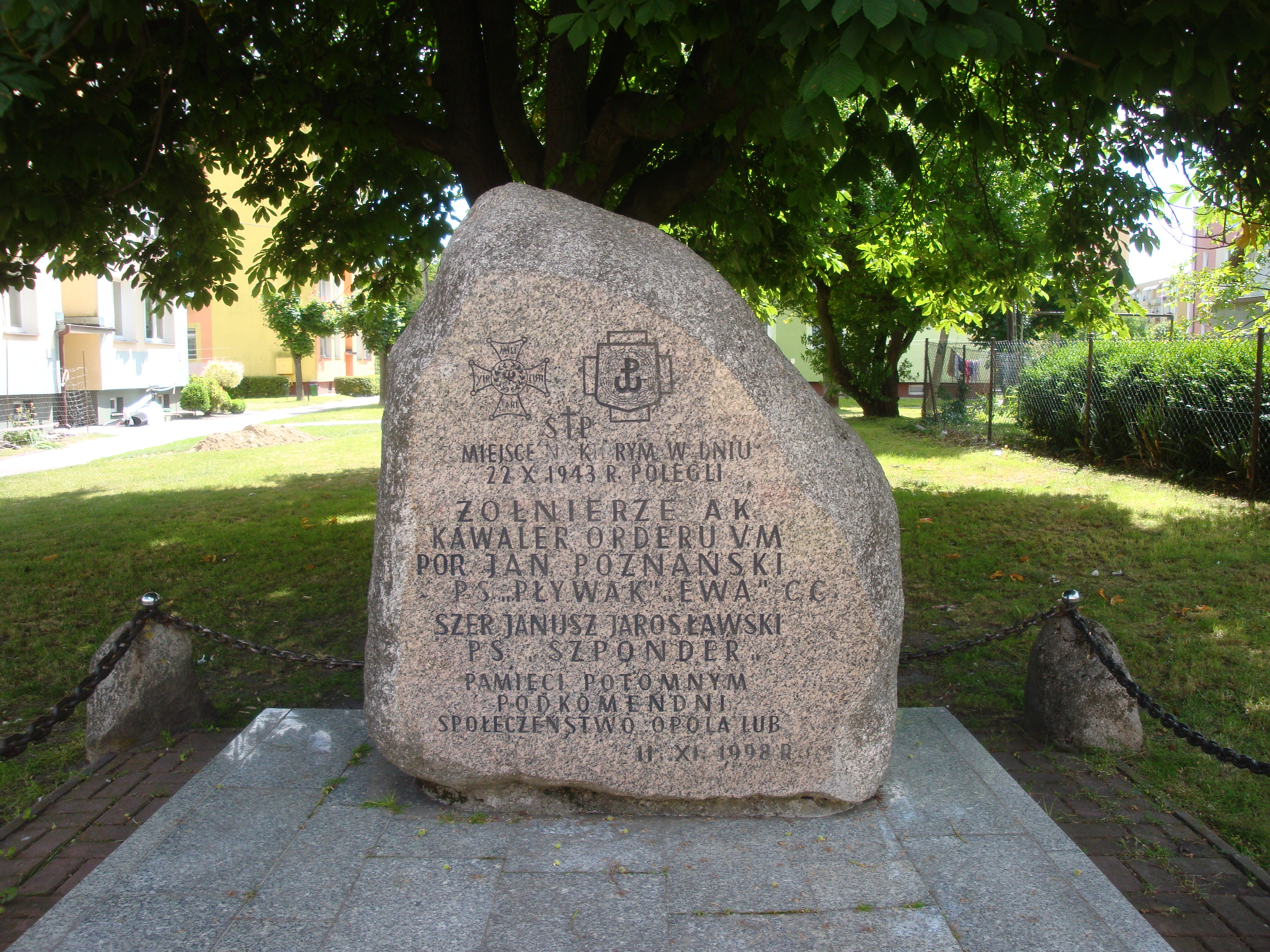
Kamień upamiętniający na miejscu śmierci w Opolu Lubelskim

Jan Marian Poznański vel Jan Marian Gałecki, ps. Pływak, Kania, Ewa (ur. 27 stycznia 1918 w Krakowie, zm. 22 października 1943 w Opolu Lubelskim) – podporucznik piechoty Polskich Sił Zbrojnych i Armii Krajowej, cichociemny.

## Życiorys
Był synem Antoniego, urzędnika bankowego w Łucku, i Heleny z Popielów. Uzyskał maturę w Gdyni w 1937 roku i kontynuował naukę w Państwowej Szkole Morskiej. Był zawodnikiem Klubu Sportowego „Czarni” we Lwowie.
We wrześniu 1939 roku nie został zmobilizowany. 18 października przekroczył granicę polsko-rumuńską. W listopadzie dotarł do Francji, został skierowany do Szkoły Podchorążych Rezerwy Piechoty w Camp de Coëtquidan, a stamtąd do 5 kompanii II batalionu 1 pułku Grenadierów Warszawy 1 Dywizji Grenadierów, w której był zastępcą dowódcy plutonu. Brał udział w walkach Dywizji z Niemcami. W czerwcu i lipcu 1940 roku dwukrotnie dostawał się do niewoli. Dwukrotnie udawało mu się uciec, drugim razem 24 kwietnia 1941 roku. 13 lipca 1941 roku dostał się drogą morską do Wielkiej Brytanii. Został przydzielony do 2 batalionu strzelców.
Zgłosił się do służby w kraju. Po przeszkoleniu w dywersji został zaprzysiężony 24 sierpnia 1942 roku w Oddziale VI Sztabu Naczelnego Wodza. Zrzutu dokonano w nocy z 1 na 2 października 1942 roku w ramach operacji „Gimlet” dowodzonej przez kpt. naw. Stanisława Króla. Dostał przydział do Kedywu Okręgu Śląsk AK. Po przyjeździe do Krakowa (gdzie funkcjonowała komenda Okręgu Śląsk) został zdekonspirowany i aresztowany przez Gestapo. Po torturach (złamany obojczyk, obie ręce wywichnięte ze stawów) pozornie zgodził się na współpracę. Po powrocie do Warszawy złożył przełożonym w AK szczegółowe sprawozdanie. Sprawę badał Wydział Bezpieczeństwa i Kontrwywiadu Oddziału II Informacyjno-Wywiadowczego sztabu Komendy Głównej AK. Dwaj gestapowcy, którzy przyjechali do Warszawy, by skontaktować się z Poznańskim, zostali zlikwidowani 30 marca 1943 roku w kawiarni „Europejskiej” przez komórkę 993/W.
Poznański został w maju 1943 roku przydzielony do Kedywu Okręgu Lublin AK, gdzie był organizatorem i pierwszym dowódcą Oddziału Dyspozycyjnego Kedywu, który stworzył z drużyn dywersyjnych powiatów lubelskiego i puławskiego. Brał udział w wielu akcjach dywersyjnych, wśród których były likwidacje załóg majątków rolnych pracujących na potrzeby niemieckie.
22 października 1943 roku kierował akcją likwidacji konfidentów niemieckich na terenie Opola Lubelskiego. Został śmiertelnie postrzelony przez SS-mana znajdującego się w jednym z mieszkań. Zmarł podczas odskoku grupy likwidacyjnej. Następnej nocy został pochowany na skraju lasu w Dąbrowie Godowskiej. Po wojnie jego ciało zostało ekshumowane i przeniesione na cmentarz w Opolu Lubelskim (grób C/VIII/27).

## Awanse
- plutonowy podchorąży – ze starszeństwem z dniem 24 grudnia 1941 roku
- podporucznik – ze starszeństwem z dniem 1 października 1942 roku.

## Ordery i odznaczenia
- Krzyż Srebrny Orderu Virtuti Militari nr 13632 (pośmiertnie)[2]
- Krzyż Walecznych

## Upamiętnienie
W lewej nawie kościoła św. Jacka przy ul. Freta w Warszawie odsłonięto w 1980 roku tablicę Pamięci żołnierzy Armii Krajowej, cichociemnych – spadochroniarzy z Anglii i Włoch, poległych za niepodległość Polski. Wśród wymienionych 110 poległych cichociemnych jest Jan Poznański.